# 콘벤트
《콘벤트》(The Convent)는 미국에서 제작된 마이크 멘데즈 감독의 2000년 공포, SF 영화이다. 에이드리언느 바보우 등이 주연으로 출연하였고 제드 놀런 등이 제작에 참여하였다.
대한민국에서는 "청소년 관람불가"로 판정되어 있다.

## 출연

### 주연
- 에이드리언느 바보우
- 조안나 캔턴
- 메간 페리
- 댁스 밀러

### 조연
- 리처드 트랩
- 쿨리오